# Estación de la Alhondiguilla-Villaviciosa
Alhondiguilla-Villaviciosa es una estación de ferrocarril situada en el municipio español de Espiel, en la provincia de Córdoba. A pesar de incluir el pueblo de Villaviciosa en su nombre, la estación se encuentra ubicada en otro término municipal. Las instalaciones cumplen funciones logísticas, careciendo de servicios de viajeros.

## Situación ferroviaria
La estación se encuentra en el punto kilométrico 43,2 de la línea férrea de ancho ibérico Almorchón-Mirabueno. En la actualidad constituye de facto la estación terminal de la línea que unía Córdoba con Almorchón, ya que solo se mantiene abierta al tráfico hasta la Central térmica de Puente Nuevo (Espiel).

## Historia
La construcción de la línea Córdoba-Belmez culminó con la apertura del tramo entre Obejo y Córdoba el 5 de septiembre de 1873. Entonces fue cuando se inauguró la antigua estación de Alhondiguilla, que un siglo más tarde fue sustituida por la actual tras la construcción del embalse de Puente Nuevo. Para el control del tráfico entre esta estación y la anterior, se estableció un apartadero en 1917. Este puesto de seguridad, llamado La Solana, permitió un control más preciso del tránsito ferroviario y un consiguiente aumento de la capacidad de la línea.   
En 1972, se construyó la actual estación, situada varios metros por encima de la anterior. Además se construyeron los puentes de «Los Puerros» y de «Las Navas» para salvar el pantano. La línea fue clausurada al tráfico de viajeros el 1 de abril de 1974 y desde entonces, solo ha sido utilizada para el transporte de carbón a la Central térmica de Puente Nuevo, el cual se efectúa mediante el traslado del mineral en tolvas hasta el cargadero de El Parralejo, situado junto a la Central Térmica.
Desde enero de 2005, tras la extinción de RENFE, el ente Adif es el titular de las instalaciones ferroviarias.

## Antigua estación

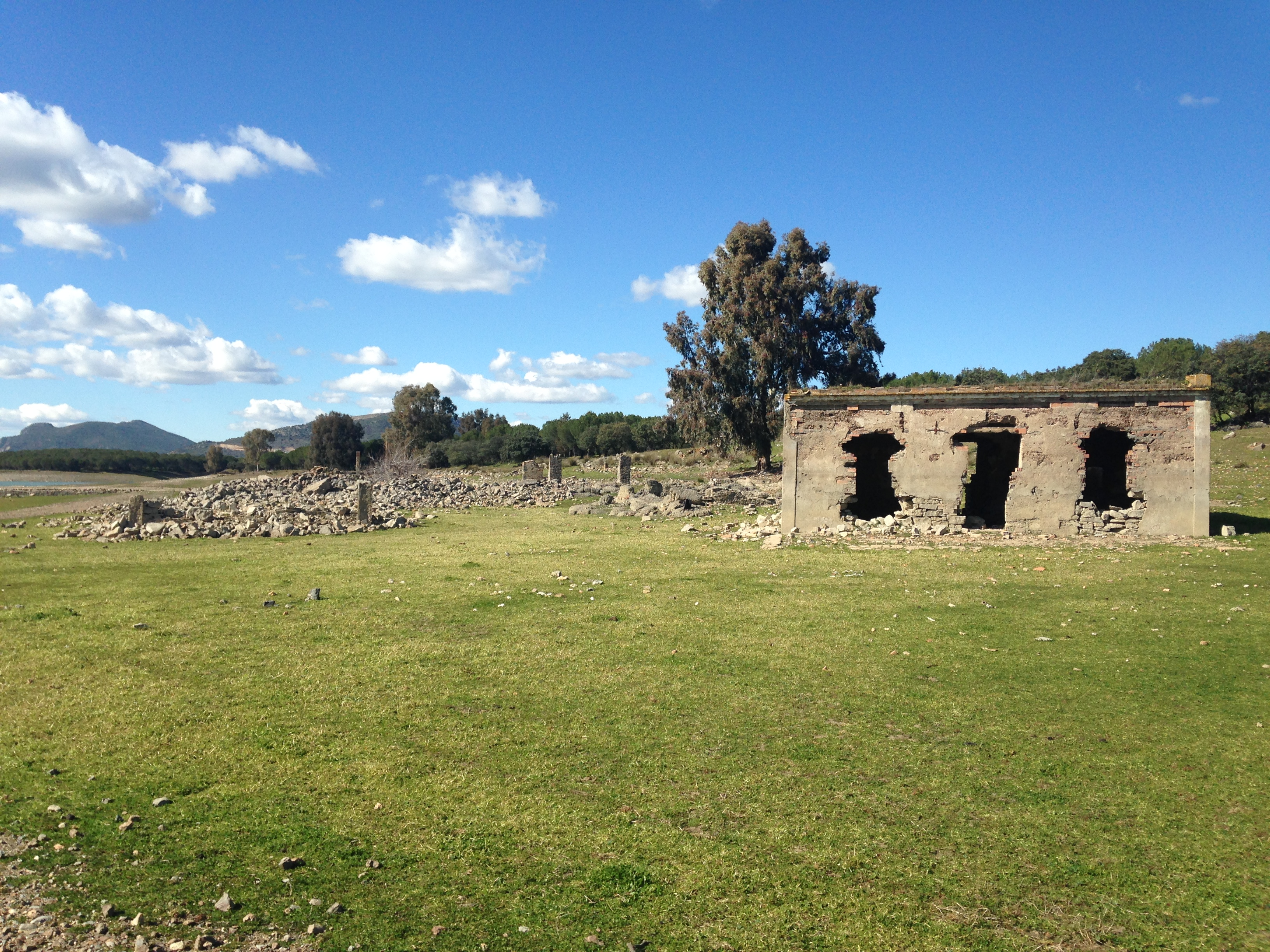
Antigua estación de la Alhondiguilla

Desde su apertura en 1873, realizó las mismas funciones que realiza hoy en día la actual estación, a excepción del tráfico de pasajeros, que ya no se da en la actualidad. Al igual que la de reciente construcción, no servía apenas como estación de pasajeros debido a su situación de lejanía de localidades más próximas.
Actualmente, se encuentra en estado de abandono, el cual se acelera debido a las crecidas y descensos del pantano. Todavía se conserva la estructura general de la estación y los accesos, además de la división en compartimentos de la misma. En el exterior, se puede apreciar lo que fue el lugar donde estuvieron colocadas las vías y los pilares del antiguo pontón que superaba el arroyo. 